# 1662 en littérature
| Années de la littérature : 1659 - 1660 - 1661 - 1662 - 1663 - 1664 - 1665    |
| Décennies de la littérature : 1630 - 1640 - 1650 - 1660 - 1670 - 1680 - 1690 |

Cet article présente les faits marquants de l'année 1662 en littérature.

## Événements
- 19 mai : le Licensing Act, voté par le Parlement anglais afin de contenir les publications périodiques, obtient la sanction royale. Il renforce le système de l'autorisation préalable et interdit de publier des comptes rendus des séances du Parlement[1].

- Bussy lit l'Histoire amoureuse des Gaules à cinq de ses amis et amies. Il confie le manuscrit à Mme de La Baume qui en diffuse des copies[2].
- Entre l'automne 1661 et l'été 1662, Baruch Spinoza travaille à son Traité de la réforme de l'entendement, publiée après sa mort en 1677[3].
- La Fontaine rédige une Ode au roi, qui prend la défense de Nicolas Fouquet[4].

## Parutions
- 2 janvier : achevé d’imprimer de l’ouvrage de Michel de Marolles, Traité du poème épique : Pour l’intelligence de l’Enéide, Paris, Guillaume de Luyne, 1662 (présentation en ligne).
- 7 janvier : achevé d’imprimer des Nouvelles œuvres de Cyrano Bergerac publiées à Paris à titre posthume par Charles de Sercy qui contient Histoire comique des États et Empires du Soleil, Les Entretiens pointus et Le Fragment de Physique de Savinien de Cyrano de Bergerac[5].
- 26 février - 9 avril : Bossuet prêche le Carême au Louvre (sur la prédication évangélique, sur la prière, sur le mauvais riche, sur l’enfer, sur la providence, sur la charité fraternelle, sur l’ambition, sur la mort, sur l’Annonciation, sur l’efficacité de la pénitence, sur l’ardeur de la pénitence, sur l’intégrité de la pénitence, sur les devoirs des Rois, sur la passion)[6].
- Fin mars : Pélisson parvient à faire publier anonymement le Discours au roi par l’un de ses fidèles sujets sur le procès de M. Foucquet rédigé depuis sa cellule de la Bastille[7].
- 6 juillet : achevé d’imprimer de La Logique ou l’art de penser, de Pierre Nicole et d’Antoine Arnauld[8].
- 20 août : achevé d’imprimer de La Princesse de Montpensier, Paris, Thomas Jolly, 1662 (présentation en ligne), nouvelle de Madame de La Fayette publiée sans nom d’auteur.

- Erdeni-yin tobči (« résumé précieux »), chronique nationale des Mongols orientaux rédigée par Sagan Setsen[9].
- Les Mémoires de La Rochefoucauld sont publiées sans autorisation de l'auteur chez François Foppens à Bruxelles. Une seconde édition est publiée à Cologne, chez Pierre Van Dyck, la même année[10].

## Décès
- 19 août : Blaise Pascal, mathématicien, physicien, philosophe, moraliste et écrivain français. (° 19 juin 1623).